# Marc Anthony For Babies
Marc Anthony For Babies é uma coletânea musical do cantor estadunidense Marc Anthony lançado pelo selo Magnus Music. O álbum contém os maiores sucessos de Anthony em versão infantil. Foi vencedor do Grammy Latino de Melhor Álbum Infantil do Ano.

## Faixas
1. Que Precio Tiene el Cielo 03:18
2. You Sang To Me 04:51
3. La Gozadera 03:11
4. Valio la Pena 03:21
5. Escapémonos 03:49
6. No Me Ames 04:35
7. Deja Que Te Bese 03:38
8. Ahora Quien 03:06
9. Tu Amor Me Hace Bien 04:52
10. Vivir Mi Vida 04:15